# Мицуры
Мицуры (бел. Міцуры) — деревня в Конковичском сельсовете Петриковского района Гомельской области Беларуси.

## География

### Расположение
В 15 км на восток от Петрикова, 11 км от железнодорожной станции Муляровка (на линии Лунинец — Калинковичи), 189 км от Гомеля.

### Гидрография
На реке Бобрик (приток реки Припять). Рядом расположено озеро Старик.

## Транспортная сеть
Транспортные связи по просёлочной, затем автомобильной дороге Лунинец — Гомель. Планировка состоит из короткой дугообразной широтной улицы, на юге от неё два небольших обособленных участка застройки. Жилые дома деревянные, усадебного типа.

## История
По письменным источникам известна с XIX века как селение в Петриковской волости Мозырского уезда Минской губернии. В записях офицеров Генерального штаба Российской армии, которые знакомились с этими местами в середине XIX века, деревня характеризуется как незначительное, неприглядное селение. В 1879 году обозначена как селение в Петриковском церковном приходе. Согласно переписи 1897 года действовал хлебозапасный магазин. В 1931 году организован колхоз. Во время Великой Отечественной войны 20 жителей погибли на фронте. Согласно переписи 1959 года в составе колхоза имени В. И. Ленина (центр — деревня Конковичи).

## Население

### Численность
- 2004 год — 45 хозяйств, 60 жителей.

### Динамика
- 1850 год — 7 дворов.
- 1897 год — 24 двора, 172 жителя (согласно переписи).
- 1908 год — 27 дворов, 276 жителей.
- 1959 год — 277 жителей (согласно переписи).
- 2004 год — 45 хозяйств, 60 жителей.